# El Makarem de Mahdia (handball)
Pour les articles homonymes, voir El Makarem de Mahdia.
Maillots
El Makarem de Mahdia est un club de handball basé à Mahdia en Tunisie et créé en 1962. Il fait partie du club omnisports du même nom, fondé en 1937.

## Histoire
La section voit le jour sur l'initiative du président du club de l'époque, Mohamed Chelayfa. Ses pionniers sont Mohamed Salah Baklouti, gardien de but qui fera une belle carrière en football, Habib Zabig, Hichem Nafti, Mohamed Sioud, M'hammed Chemli, Habib Nkhili et Chedly Hadigi.
Le club accède en seconde division durant la saison 1964-1965. En 1974-1975, il monte à nouveau en division nationale. C'est en 1978-1979 qu'il dispute sa première finale en coupe de Tunisie face à l'Espérance sportive de Tunis (EST) qu'il perd sur un score de 20 à 26.
Redescendu en division d'honneur durant la saison 1984-1985, il retrouve l'élite dès la saison suivante. En 1988, il dispute une nouvelle finale de coupe contre le Club africain (CA) qui se termine par une défaite (21-25). Il faut attendre 1990 pour que le club remporte sa première coupe face à l'EST (22-21). S'il ne réédite pas l'exploit en 1993 face au même EST (22-20), il remporte la même saison le championnat de Tunisie, puis sa deuxième coupe face à l'Étoile sportive du Sahel (ESS) en 1998-1999 (22-21).
En 2005-2006 et en 2007-2008, les finales de la coupe sont à nouveau perdues face à l'EST (27-24) puis face à l'ESS (24-27).
En 2007, le club participe à la coupe d'Afrique des vainqueurs de coupe mais perd la finale face au CA.

## Palmarès
- Championnat de Tunisie : 1994
- Coupe de Tunisie :
  - Vainqueur : 1990, 1999
  - Finaliste : 1978, 1980, 1983, 1985, 1988, 1993, 1995, 2006, 2008, 2023
- Championnat arabe des clubs champions :
  - Finaliste en 2014
  - Troisième en 1991, 2015
- Coupe arabe des clubs vainqueurs de coupe :
  - Troisième en 1996
- Coupe d'Afrique des vainqueurs de coupe :
  - Finaliste en 2007
  - Troisième en 1994